# Avellaneda megye (Río Negro)
Avellaneda egy megye Argentína középpontjától délre, Río Negro tartományban. Székhelye Choele Choel.

## Népesség
A megye népessége a közelmúltban a következőképpen változott:
| Év   | Lakosság |
| ---- | -------- |
| 2001 | 31 809   |
| 2010 | 35 323   |